# Stazione di Lerino
La stazione di Lerino è una stazione ferroviaria posta lungo la linea ferroviaria Milano-Venezia, a servizio di Lerino, frazione di Torri di Quartesolo.

## Storia
Fino alla fine degli anni '90 del secolo scorso vi era annesso uno scalo merci, il cui relativo fascio di binari venne rimosso per far posto all'attuale parcheggio auto sul lato verso il capoluogo comunale. Il fabbricato attualmente in essere è stato costruito nel 1926 in sostituzione del vecchio fabbricato austro-ungarico che viene ancora riprodotto dalla Lima nel modellismo ferroviario

## Movimento
La stazione è servita da treni regionali svolti da Trenitalia nell'ambito del contratto di servizio stipulato con la Regione Veneto. In particolare, i treni che fermano partono da Verona Porta Nuova (occasionalmente da Brescia) oppure da Vicenza, e fermano in tutte le stazioni con destinazione finale Venezia Santa Lucia, o percorso inverso.
A Padova sono disponibili coincidenze con treni regionali delle linee Padova-Bassano e Padova-Bologna, con treni regionali veloci per Venezia Santa Lucia nonché con treni a lunga percorrenza per Firenze, Roma, Napoli e Bari e l'interscambio con mezzi del trasporto pubblico extraurbano gestito da Busitalia Veneto.
A Vicenza sono disponibili coincidenze con treni regionali delle linee Vicenza-Schio e Vicenza-Treviso, con treni regionali veloci per Verona Porta Nuova nonché con treni a lunga percorrenza per Milano e Torino e l'interscambio con mezzi del trasporto pubblico extraurbano gestito da SVT.

## Servizi
La stazione dispone di:
- Biglietteria automatica
- Aree per l'attesa
- Parcheggio